# Вероніка Кребс
Вероніка Кребс (пол. Weronika Krebsowa, уроджена Младанович, пол. Mładanowicz ; близько 1750 — 2 жовтня 1832) — польська мемуаристка, авторка спогадів про Коліївщину.
Дочка Рафала Младановича, польського губернатора Умані. У вісімнадцять років була свідком взяття Умані 1768 року, в ході якої її батьки та старші діти родини Младановичів були вбиті, а Вероніку та її молодшого брата Павла врятував уманський сотник Іван Ґонта.
Згідно з записками Антонія Хжонщевського, надалі, після придушення Коліївщини, Вероніка Младанович була вивезена до Христинополя і служила у почті дружини Алоїза Фридриха фон Брюля, уродженої Потоцької, потім вийшла заміж за поручика Яна Кребса, який служив у Станіслава Щенсного Потоцького.
Пізніше склала польською мовою записки про «уманську різанину» (пол. Opis autentyczny rzezi Humańskiej przez córkę gubernatora Humania, z Mładanowiczów zamężną Krebsową), посмертно надруковані в 1840 р. у Познані графом Тітусом Дзялинським у його серії видань польських історичних джерел, а потім, у скороченому вигляді, перевидані Генриком Мосцицьким. У російському перекладі та з передмовою публіциста І. М. Реви записки опубліковані у Києві окремим виданням у 1879 році. Крім того, Вероніці Кребс належали і записки про драматичний епізод із життя Станіслава Потоцького — викрадення та вбивство його першої дружини Гертруди за наказом його батька; ці записки були втрачені, але їх переказ Хжонщевським зберігся.